# Ertil
Ertil (ruso: Эрти́ль) es una ciudad rusa, capital del raión homónimo en la óblast de Vorónezh.
En 2021, el territorio de la ciudad tenía una población de 11 363 habitantes, de los cuales 10 024 vivían en la propia ciudad y el resto en repartidos en ocho pedanías: los posiolki de Veselovka, Ivánovka, Krasnoarmeiski, Michúrinski, MTF Vosjod, Nikloski, Sosnovka y Chapáyevskoye.
Se ubica unos 100 km al este de Vorónezh, junto al límite con la óblast de Tambov.

## Historia
El pueblo fue fundado en el siglo XVII, en un área que en época medieval había estado ocupada por campamentos cumanos. En 1699, Pedro I promovió el asentamiento de campesinos de la zonas de Vladímir y Kostromá en los alrededores del río Bitiug próximos a Ertil, pero los asentamientos se acabaron haciendo de forma irregular y los campesinos fueron desalojados. Debido a ello, el topónimo "Ertil" permaneció durante dos siglos como la referencia a una estepa casi deshabitada. A finales del siglo XVIII, Catalina II entregó el señorío de la estepa Ertil a Alekséi Orlov, y un siglo después sus descendientes la utilizaron para establecer una fábrica de azúcar. En torno a la fábrica, Ertil fue refundada como localidad en 1897.
Durante la guerra civil rusa, la fábrica de azúcar fue destruida en 1921 por los partidarios de la rebelión de Tambov. La Unión Soviética construyó una nueva fábrica en 1926, y fomentó la formación de una localidad urbana con diversas industrias. En 1938 adoptó el estatus de asentamiento de tipo urbano y sede administrativa de su propio raión, elevándose su estatus a ciudad en 1963. Llegó a superar los catorce mil habitantes al finalizar el siglo XX, pero posteriormente ha perdido población por el cierre de fábricas.